# Vitória Della Rovere
Vitória Della Rovere (em italiano Vittoria Feltria della Rovere; Pésaro, 7 de fevereiro de 1622 – Pisa, 5 de  março de 1694), era uma princesa de Urbino e foi Grã-duquesa da Toscana como consorte do Grão-duque Fernando II. Do casamento nasceram quatro filhos, dois dos quais atingiram a idade adulta: o futuro Cosme III, e Francisco Maria, que veio a ser Cardeal.
À morte de seu avô Francisco Maria II Della Rovere, último Duque soberano de Urbino, ela herdou os Ducados de Rovere e Montefeltro que, à sua morte, reverteram para o seu segundo filho, Francisco Maria. Mais tarde, foi-lhe confiada a educação dos seus três netos. O seu casamento trouxe para o património dos Médici uma extensa colecção de obras de arte que podem ser hoje apreciadas no Palácio Pitti e nas Galerias Uffizi, em Florença.

## Infância

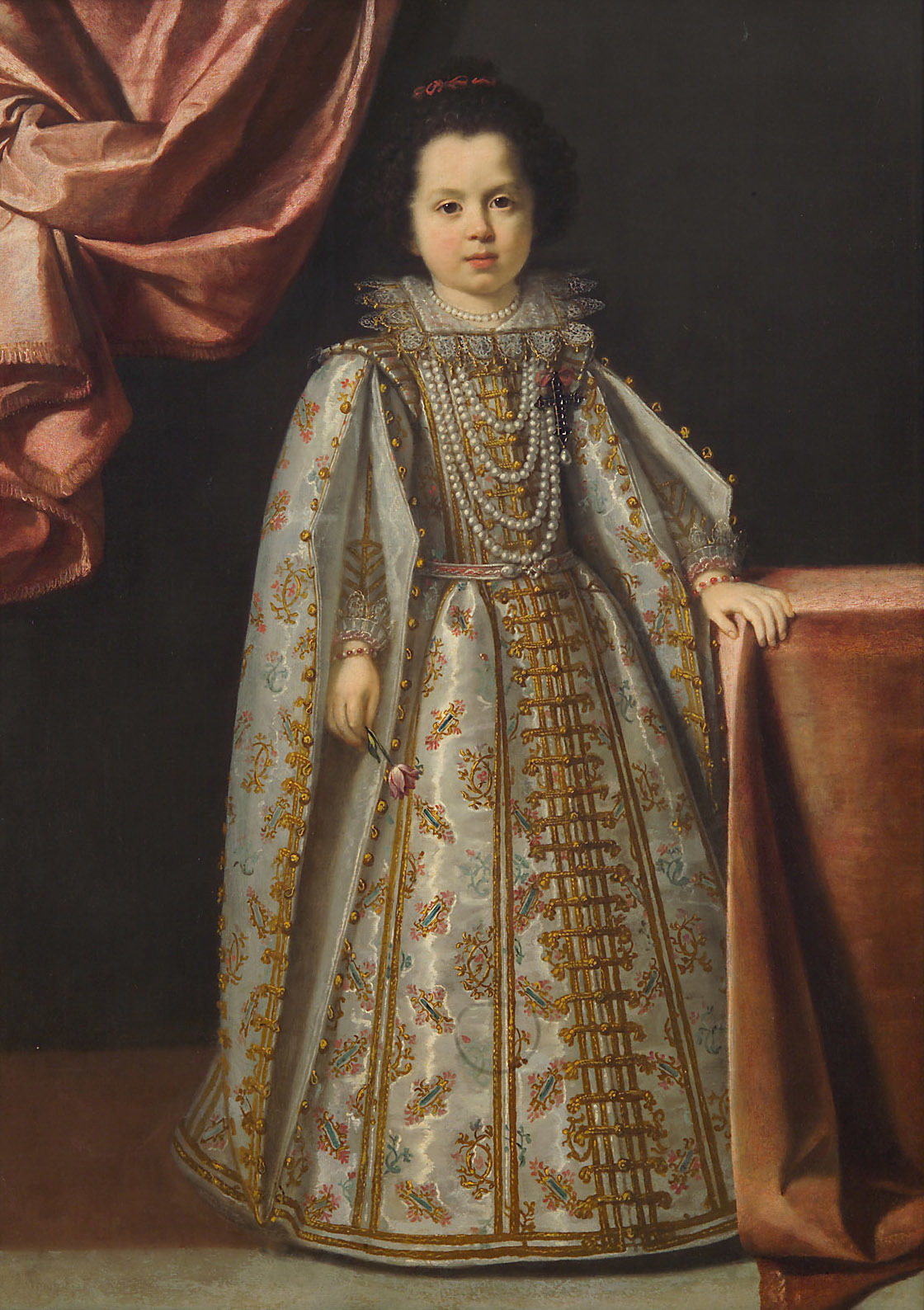
Retrato de Vitória, aos 4 anos de idade, por Lorenzo Lippi, no Kunsthistoriches Museum.

Vitória era filha única de Frederico Ubaldo Della Rovere, filho do duque reinante de Urbino, Francisco Maria II e de Lívia Della Rovere. A sua mãe era Cláudia de Médici, irmã do Grão-duque da Toscana Cosme II de Médici e de Catarina de Médici. Enquanto jovem, esperava-se que ela viesse a herdar o Ducado de Urbino, mas o Papa Urbano VIII convenceu Francisco Maria II a abdicar a favor do Papado. Vitória recebeu os ducados de Rovere e de Montefeltro, títulos honorários dentro dos Estados da Igreja, e a colecção de arte familiar, que se tornou sua propriedade em 1631, quando ela tinha apenas nove anos.
Quando tinha apenas um ano de idade, Vitória foi prometida em casamento ao seu primo co-irmão Médici, Fernando II, Grão-duque da Toscana. Sob a influência de sua mãe, também ela uma Médici, Vitória foi enviada para Florença para ser criada na corte Toscana. O casamento foi planeado pela avó do Grão-duque, Cristina de Lorena, que actuava como co-regente com a sua nora, a arquiduquesa Maria Madalena de Áustria desde 1621. Apesar de Fernando II ter atingido a maioridade em 1628, a Grã-duquesa viúva Cristina manteve o poder até o seu afastamento em 1636.

## Grã-duquesa da Toscana
Em 26 de setembro de 1633, Vitória casou com o Grão-duque da Toscana e a sua herança foi incluída no seu dote oferecido aos Médici. Estas riquíssimas colecções da família, actualmente nas Galerias Uffizi e no Palácio Pitti, acabaram sendo propriedade do Grão-ducado da Toscana. Criada no Convento da Crocetta, a educação de Vitória foi profundamente religiosa, sendo dirigida pela Grã-duquesa viúva, que alinhara a Toscana com a Santa Sé. A sua educação fez com que viesse, já em adulta, a ser orientada por padres, para desconforto do seu liberal marido.

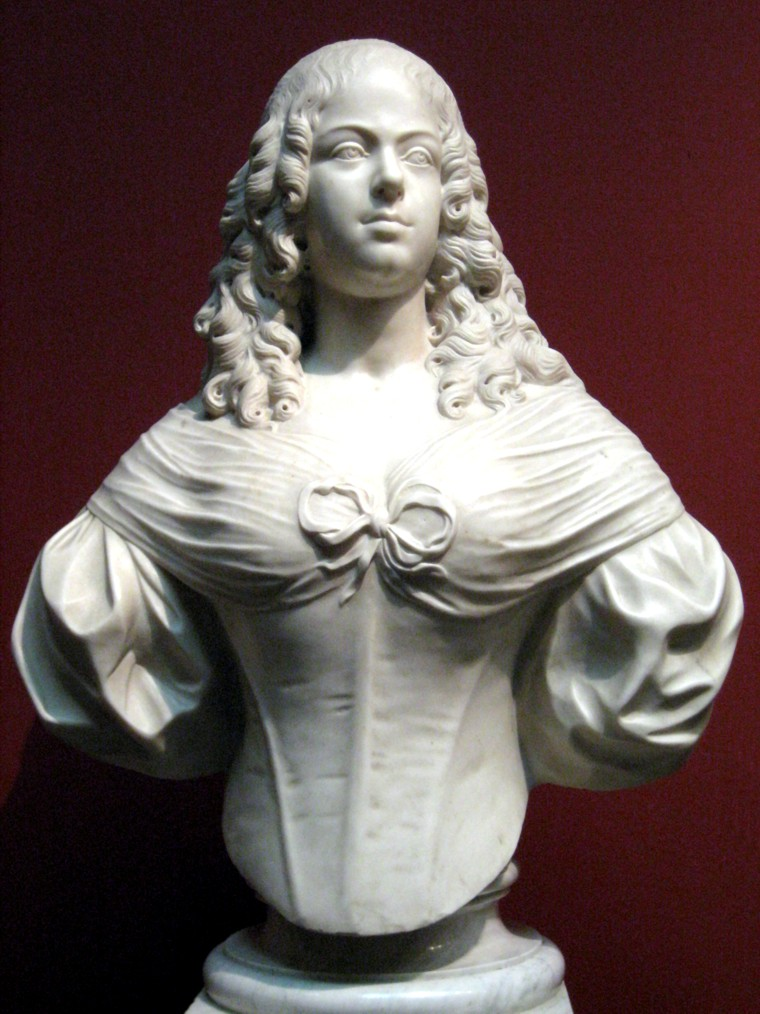
Busto de Vitória esculpido por Giovanni Battista Foggini, c. 1685. Atualmente presente no Museu Pushkin, em Moscou.

O casamento foi consumado seis anos após o consórcio e Vitória deu à luz um filho que morreu com dois dias. Outro filho seguiu-se em 1640 mas morreu à nascença. Finalmente, em 1642, o casal teve outro filho chamado Cosme que teve o tratamento de Grão-príncipe da Toscana. Sob influência de Vitória, os seus filhos receberam uma educação profundamente católica o que provocou desentendimentos no casal grão-ducal, especialmente aprofundados quando se tratava da educação do Grão-príncipe. Pouco após o nascimento de Cosme, o casal tornou-se distante: Vitória apanhou o marido na cama com um pagem, o Conde Bruto della Molera. Esta situação fez com que Vitória se recusasse a falar com o marido. Contudo, quando ela decidiu aproximar-se, ele declinou. O casal teve uma breve reconciliação em 1659, que resultou no nascimento do seu último filho, o Príncipe Francisco Maria, em 1660. O casal teve um casamento infeliz, tendo concordado em viver vidas separadas por muitos anos.

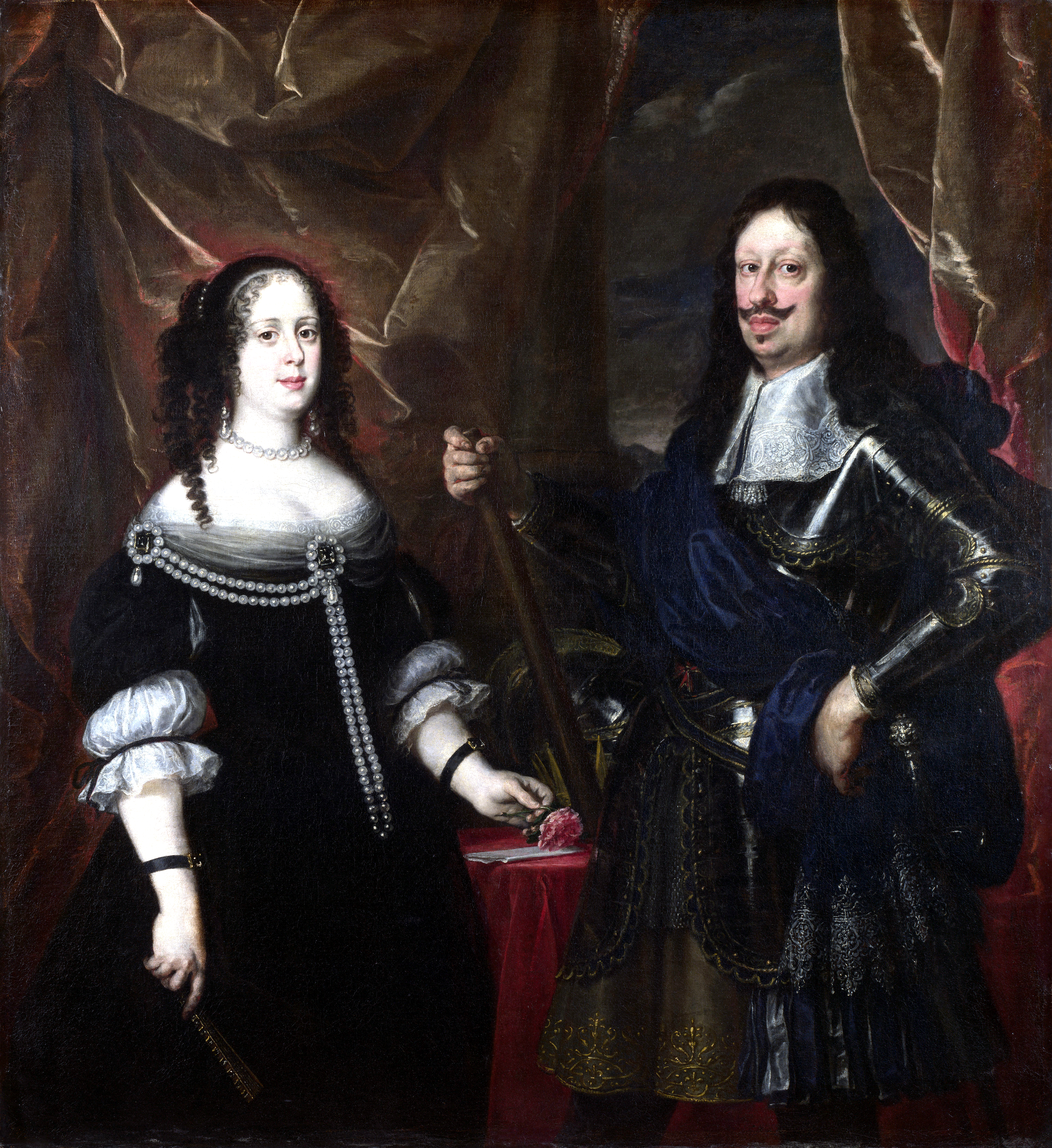
Vitória e o marido, por Justus Sustermans.

Fernando II morreu em 1670. Foi sucedido pelo Grão-príncipe com o título de Cosme III que, desde 1661, estava casado com Margarida Luísa de Orleães, prima co-irmã de Luís XIV de França. Um filho, Fernando de Médici, Grão-príncipe da Toscana, e uma filha, Ana Maria Luísa de Médici, nasceram num período de quatro anos, e semanas após a ascensão de Cosme III, Margarida Luísa estava de novo grávida. Vitória e a sua altiva nora competiam uma com a outra pelo poder. Graças à sua influência sobre o filho, foi Vitória que triunfou. Cosme III foi ao ponto de entregar à mãe a administração do dia a dia da Toscana. Como resultado, Vitória foi formalmente admitida na Consulta (Conselho Privado) do Grão-duque, deixando uma amargurada Margarida Luísa entregue a si própria. As duas Grã-duquesas discutiam frequentemente sobre a precedência e sobre a Consulta, mas Cosme III sempre tomou o partido da mãe, o que mais alimentava a ira da mulher que apenas ficara encarregue da supervisão de seu filho, o Grão-príncipe Fernando. No início de 1671, as desavenças entre Margarida Luísa e Vitória tornaram-se de tal forma acaloradas que um contemporâneo notou que "o Palácio Pitti tornou-se na casa do demónio, e desde madrugada até à meia noite só era possível ouvir o ruído de disputas e injúrias".
Vitória acabou por triunfar quando, em 1674, houve notícias do eventual regresso a França da sua nora, depois dum desterro na Villa Medici, em Poggio a Caiano, nos arredores de Florença. O casal Grão-ducal decidira separar-se na condição de que Margarida Luísa fosse viver na Abadia de Montmartre, em Paris. Margarida Luísa deixou a Toscana em 1675 e nunca mais regressou. Dado o abandono dos seus filhos, Vitória ficou encarregada da educação dos três netos: o Grão-príncipe Fernando, a Princesa Ana Maria Luísa e o Príncipe João Gastão.
Retirando-se da vida política ao atingir a velhice, Vitória fazia longas estadias no convento de Montalve, para além de passagens pela Villa del Poggio Imperiale, para onde transferiu parte da colecção de arte que herdara. Vitória Della Rovere, Grã-duquesa da Toscana, morreu em Pisa em 1694 aos setenta e dois anos de idade, sendo sepultada na Basílica de São Lourenço, em Florença. Ao morrer, o seu filho Francisco Maria, Cardeal desde 1686, herdou os ducados honorários dos Della Rovere. Os títulos extinguiram-se com a extinção da Casa de Médici verificada com a morte do seu neto João Gastão de Médici, Grão-duque da Toscana, em 1737. A sua neta, a Eleitora Palatina, entregou o património artístico dos Médici ao estado Toscano, em 1743. O designado Pacto de Família assegurou que os tesouros artísticos dos Médici, que haviam sido coleccionados ao longo de três séculos, se mantivessem em Florença juntamente com o que fora a herança de Vitória Della Rovere.

## Descendência
1. Cosme de Médici, Grão-príncipe da Toscana (19 de Dezembro de 1639 – 21 de Dezembro de 1639) morto ainda no berço;
2. filho sem nome (1640)
3. Cosme III de Médici, Grão-Duque da Toscana (14 de Agosto de 1642 – 31 de Outubro de 1723) casou com Margarida Luísa de Orleães, com geração;
4. Francisco Maria de Médici, Duque de Rovere e Montefeltro (12 de Novembro de 1660 – 3 de Fevereiro de 1711) casado com Leonor Luísa Gonzaga, sem geração.

## Títulos, tratamentos e armas
- 7 de fevereiro de 1622 - 26 de setembro de 1633 Donna Vitória della Rovere
- 26 de setembro de 1633 - 23 de maio de 1670 Sua Alteza a Grã-duquesa da Toscana
- 23 de maio de 1670 - 5 de março de 1694 Sua Alteza a Grã-duquesa viúva da Toscana